# Baslieux-sous-Châtillon
Baslieux-sous-Châtillon è un comune francese di 201 abitanti situato nel dipartimento della Marna nella regione del Grand Est.

## Società

### Evoluzione demografica
Abitanti censiti